# Ibn Hud
Abu-Abd-Al·lah Muhàmmad ibn Yússuf ibn Hud al-Judhamí al-Mutawàkkil ala-L·lah (àrab: أبو عبد اللة محمد بن يوسف بن هود الجذامي المتوكل على الله, Abū ʿAbd Allāh Muḥammad ibn Yūsuf ibn Hūd al-Juḏāmī al-Mutawakkil alà-Llāh), més conegut simplement com a Ibn Hud o per part del seu làqab com a al-Mutawàkkil (literalment ‘Qui confia (en Déu)’) fou emir de Múrsiya (1228-1238).
Ibn Hud apareix per primera vegada conquerint en 1218 el castell de Peñas de San Pedro, comandant una partida militar, i aquest soldat de frontera va ampliant el control del territori, fins que les lluites internes dels almohades i el trasllat de les tropes al Magrib creen un buit de poder a l'Àndalus.
Així, en 1227, una sequera prolongada porta una carestia de queviures que augmenta el descontentament de la població i provoca diversos avalots contra els almohades. En aquesta situació apareix Ibn Hud, pretès descendent dels Banu Hud, que es col·loca sota el poder abbàssida i en 1228 ocupa Múrcia.
En 1230 el territori controlat per Ibn Hud incloïa la quasi totalitat de l'Àndalus: Múrcia, Sevilla, Còrdova, Almeria, Màlaga, Granada, Jaén, Xàtiva, Alzira, Dénia. Només València i Niebla no van reconèixer la seva autoritat. En 1234 el soldà d'Arjona, Muhàmmad ibn Nasr, que en 1238 inicia des de Granada la dinastia nassarita, i controlava aleshores la zona de Jaén, Guadix i Baza, se sotmet a la seva autoritat.
El 29 de juny de 1236 Ibn Hud perd la ciutat de Còrdova a mans de Ferran III de Castella, ajudat aquest per Muhàmmad ibn Nasr, i la població andalusina el fa responsable, i es mostra descontenta pels enormes tributs que havien de pagar el rei castellà.
A les darreries de 1236, el governador de Xàtiva, Abu-l-Hussayn al-Khazrají, amenaçada la ciutat per l'avanç de Jaume I, demana ajuda a Ibn Hud, i al governador que té a Múrcia, Abu-Bakr Aziz ibn Khattab, però aquests no li donen una solució, sols promeses.
Des de setembre de 1236 a desembre de 1237 Ibn Hud realitza petites expedicions militars sense transcendència i mana fer inspeccions de les terres d'Almeria i de la zona oriental de Granada per reduir la inseguretat provocada pel descontentament social i pel desgovern d'algunes ciutats.
Durant l'any 1237 Zayyan ibn Mardanix, governador de València, i davant els atacs de Jaume I, reconeix l'autoritat d'Ibn Hud, amb l'esperança d'aconseguir ajuda militar, però l'emir sols pot subsistir, amb un desencant generalitzat i una greu situació econòmica i social.
Acabant l'any 1237 el poder d'Ibn Hud es troba sota mínims, amb una desconfiança en els seus governadors, una moral baixa de la població i de l'exèrcit, i un ambient de desafecció. Amb aquesta caòtica situació, Ibn Hud és assassinat la nit del 13 de gener de 1238 pel governador d'Almeria, Ibn al-Ramini, fins aleshores, un dels seus més fidels seguidors.